# 模形式
在数学上，模形式（Modular form）是一种解析函数，这种函数的只接受来自复数平面内上半平面中的值，并且这种函数在一個在模型群的群运算之下，会变成某种类型的函数方程，并且通过函数计算出的值也会呈现出某个增长趋势。模形式理論屬於解析数论的範疇。模形式也出現在其他領域，例如代數拓撲和弦理論。
模形式理論是更廣泛的自守形式理論的特例。自守形式理論的發展大致可分成三期：
1. 19世紀初：探討與橢圓函數相關的方面。
2. 19世紀末：此時單變數自守形式的概念誕生。此理論由菲利克斯·克萊因等人發展。
3. 1925至1960年：由赫克發端，發現了模形式與數論的聯繫。

## 作為格的函數
一個模形式可視為從所有格{\displaystyle \Lambda \subset \mathbb {C} }（即：{\displaystyle \mathbb {C} }中的離散加法子群，使得其商群緊緻）的集合映至{\displaystyle \mathbb {C} }的函數{\displaystyle F}，使之滿足下述條件：
1. 若考慮形如{\displaystyle \Lambda :=\langle \alpha ,z\rangle }之格，其中{\displaystyle \alpha }為常數而{\displaystyle z}為變數，則{\displaystyle F(\Lambda )}是{\displaystyle z}的全純函數。
2. 存在常數{\displaystyle k}（通常取正整數），使得對任何{\displaystyle \alpha \in \mathbb {C} ^{\times }}，有{\displaystyle F(\alpha \Lambda )=\alpha ^{k}F(\Lambda )}。常數k稱為此模形式之權。
3. 對於最小非零元與原點距離大於一定值之格{\displaystyle \Lambda }，{\displaystyle |F(\Lambda )|}有上界。

當{\displaystyle k=0}，條件二表明{\displaystyle F(\Lambda )}僅決定於{\displaystyle \Lambda }在相似變換下的等價類。這是重要的特例，但是權為零的模形式必為常數函數。若去掉條件三，並容許函數有極點，則存在非常數的例子，稱作模函數。
這個狀況可以與射影空間{\displaystyle \mathbb {P} (V)}作類比：對於射影空間，我們欲尋找向量空間{\displaystyle V}上對座標的多項式函數{\displaystyle F}，並滿足{\displaystyle F(cv)=F(v)}；不幸的是，這種函數必為常數。一種辦法是容許有分母（即考慮有理函數），則滿足條件的是分子、分母為同次數齊次多項式的有理函數。另一種辦法則是修改條件{\displaystyle F(cv)=F(v)}為{\displaystyle F(cv)=c^{k}F(v)}，則滿足此條件的函數為{\displaystyle k}次齊次多項式，對每個固定的{\displaystyle k}，這些函數構成有限維向量空間。藉著考慮所有可能的{\displaystyle k}，我們可以找出構造{\displaystyle \mathbb {P} (V)}上的有理函數所需之分子與分母。
既然{\displaystyle k}次齊次多項式在{\displaystyle \mathbb {P} (V)}上並非真正的函數，該如何從幾何上詮釋？代數幾何給出了一個答案：它們是{\displaystyle \mathbb {P} (V)}上某個層{\displaystyle {\mathcal {O}}(k)}的截面。模形式的情形也類似，但考慮的不是{\displaystyle \mathbb {P} (V)}，而是某個模空間。

## 作為橢圓曲線模空间上的函數
每個格{\displaystyle \Lambda \subset \mathbb {C} }都決定一條複橢圓曲線{\displaystyle \mathbb {C} /\Lambda }；兩個格給出的橢圓曲線同構的充要條件是兩個格之間差一個非零複數的倍數。因此模函數可以看作是複橢圓曲線的模空間上的函數。例如橢圓曲線的j-不變量就是模函數。模形式可視作模空間上某些線叢的截面。
每個格在乘上某個非零複數倍數後皆可表成{\displaystyle \Lambda =\langle 1,z\rangle \quad (\mathrm {Im} (z)>0)}。對一模形式{\displaystyle F}，置{\displaystyle f(z):=F(\langle 1,z\rangle )}。模形式的第二個條件可改寫成函數方程：對所有{\displaystyle a,b,c,d\in \mathbb {Z} }且{\displaystyle ad-bc=1}（即模群{\displaystyle \Gamma :=\mathrm {SL} (2,\mathbb {Z} )}之定義），有
{\displaystyle f\left({az+b \over cz+d}\right)=(cz+d)^{k}f(z)}
例如，取{\displaystyle a=d=0,b=-1,c=1}：
{\displaystyle f(-1/z)=F(\langle 1,-1/z\rangle )=z^{k}F(\langle z,-1\rangle )=z^{k}F(\langle 1,z\rangle )=z^{k}f(z).}
如果上述方程僅對{\displaystyle \mathrm {SL} (2,\mathbb {Z} )}內的某個有限指數子群{\displaystyle \Gamma '}成立，則稱{\displaystyle F}為對{\displaystyle \Gamma '}的模形式。最常見的例子是同餘子群{\displaystyle \Gamma (N):=\{g\in \Gamma :g\equiv I\mod N\}}，以下將詳述。

## 廣義定義
令{\displaystyle N}為正整數，相應的模群{\displaystyle \Gamma _{0}(N)}定義為
{\displaystyle \Gamma _{0}(N)=\left\{{\begin{pmatrix}a&b\\c&d\end{pmatrix}}\in SL_{2}(\mathbf {Z} ):c\equiv 0{\pmod {N}}\right\}}
令{\displaystyle k}為正整數，權為{\displaystyle k}的{\displaystyle N}級（或級群為{\displaystyle \Gamma _{0}(N)}）模形式定義為一個上半平面上的全純函數{\displaystyle f}，對任何
{\displaystyle {\begin{pmatrix}a&b\\c&d\end{pmatrix}}\in \Gamma _{0}(N)}
及任何屬於上半平面的{\displaystyle z}，有
{\displaystyle f\left({\frac {az+b}{cz+d}}\right)=(cz+d)^{k}f(z)}
而且{\displaystyle f}在尖點全純。所謂尖點，是{\displaystyle \mathbb {Q} \cup \{+i\infty \}}在{\displaystyle \Gamma _{0}(N)}作用下的軌道。例如當{\displaystyle N=1}時，{\displaystyle +i\infty }代表了唯一的尖點。模形式在尖點{\displaystyle p}全純，意謂{\displaystyle z\rightarrow p}時{\displaystyle f}有界。當此尖點為{\displaystyle +i\infty }時，這等價於{\displaystyle f}有傅立葉展開式
{\displaystyle f(z)=\sum _{n=0}^{\infty }c(n)\exp(2\pi inz)=\sum _{n=0}^{\infty }c(n)x^{n}}
其中{\displaystyle x=\exp(2\pi iz)}。對於其它尖點，同樣可藉座標變換得到傅立葉展開。
若對每個尖點都有{\displaystyle c(0)=0}，則稱之為尖點形式（德文：Spitzenform）。使得{\displaystyle c(n)\neq 0}的最小{\displaystyle n}稱作{\displaystyle f}在該尖點的階。以上定義的模形式有時也稱為整模形式，以區分帶極點的一般情形（如j-不變量）。
另一種的推廣是考慮某類函數{\displaystyle j(a,b,c,d,z)}，並將函數方程改寫為
{\displaystyle f\left({\frac {az+b}{cz+d}}\right)=j(a,b,c,d,z)^{k}f(z)}
上式所取的{\displaystyle j(a,b,c,d,z):=(cz+d)}稱為自守因子。若另取適當的{\displaystyle j}，則在此框架下亦可探討戴德金η函數，這是權等於1/2的模形式。例如：一個權等於{\displaystyle k}、{\displaystyle N}級、nebentypus為{\displaystyle \chi }（{\displaystyle \chi }是模{\displaystyle N}的一個狄利克雷特徵）是定義於上半平面，並具下述性質的全純函數：對任意
{\displaystyle {\begin{pmatrix}a&b\\c&d\end{pmatrix}}\in \Gamma _{0}(N)}
及屬於上半平面的{\displaystyle z}，有函數方程
{\displaystyle f\left({\frac {az+b}{cz+d}}\right)=\chi (d)j(a,b,c,d,z)^{k}f(z)}
此外，{\displaystyle f}必須在尖點全純。

## 例子

### 艾森斯坦級數
模形式最簡單的例子是艾森斯坦級數：對每個偶數{\displaystyle k>2}，定義
{\displaystyle E_{k}(\Lambda ):=\sum _{\lambda \in \Lambda ,\lambda \neq 0}\lambda ^{-k}}
（條件{\displaystyle k>2}用於確立收歛性）

### θ函數
所謂{\displaystyle \mathbb {R} ^{n}}中的偶單位模格{\displaystyle L}，是指由一個行列式等於一的{\displaystyle n}階矩陣的行向量展成之格，並使得每個{\displaystyle L}中的向量長度均為偶數。根據普瓦松求和公式，此時對應的Theta函數
{\displaystyle \vartheta _{L}(z)=\sum _{\lambda \in L}e^{\pi i\Vert \lambda \Vert ^{2}z}}
是權{\displaystyle =n/2}的模形式。偶單位模格的構造並不容易，以下是方法之一：令{\displaystyle n}為8的倍數，並考慮所有向量{\displaystyle v\in \mathbb {R} ^{n}}，使得{\displaystyle 2v}的座標均為奇數或均為偶數，且{\displaystyle v}的各座標總和為奇數。由此構成的格寫作{\displaystyle L_{n}}。當{\displaystyle n=8}，此格由根系{\displaystyle E_{8}}的根生成。雖然{\displaystyle L_{8}\times L_{8}}與{\displaystyle L_{1}6}並不相似，由於權{\displaystyle =8}的模形式只有一個（至多差一個常數倍），遂得到
{\displaystyle \vartheta _{L_{8}\times L_{8}}(z)=\vartheta _{L_{16}}(z),}
約翰·米爾諾發現：{\displaystyle \mathbb {R} ^{16}}對這兩個格的商空間給出兩個16維環面，彼此不相等距同構，但它們的拉普拉斯算子有相同的特徵值（計入重數）。

### 戴德金η函數
戴德金η函數定義為
{\displaystyle \eta (z)=q^{1/24}\prod _{n=1}^{\infty }(1-q^{n}),\ q=e^{2\pi iz}.}
模判別式{\displaystyle \Delta (z)=\eta (z)^{24}}是權{\displaystyle =12}的模形式。拉馬努金有一個著名的猜想：在{\displaystyle \Delta (z)}的傅立葉展開式中，對任一素數{\displaystyle p}，{\displaystyle q^{p}}的係數的絕對值恆{\displaystyle \leq 2p^{11/2}}。此猜想最後由德利涅證明。
上述諸例點出了模形式與若干古典數論問題的聯繫，例如以二次型表示整數以及整數分拆問題。赫克算子理論闡釋了模形式與數論的關鍵聯繫，同時也聯繫了模形式與表示理論。

## 其他模函數概念的推廣
模函數的概念還能做一些推廣。
例如，可以去掉全純條件：馬斯形式是上半平面的拉普拉斯算子的特徵函數，但並非全純函數。
此外，可以考慮{\displaystyle SL(2,\mathbb {Z} )}以外的群。希爾伯特模形式是{\displaystyle n}個變元的函數，每個變元都屬於上半平面。其函數方程則由分佈於某個全實域的二階方陣来定義。若以較大的辛群取代{\displaystyle SL(2)}，便得到西格爾模形式。模形式與橢圓曲線相關，而西格爾模形式則涉及更廣義的阿貝爾簇。
自守形式的概念可用於一般的李群。